# Barbara Spinelli
Barbara Spinelli (Roma, 31 maggio 1946) è una giornalista, saggista e politica italiana.

## Biografia

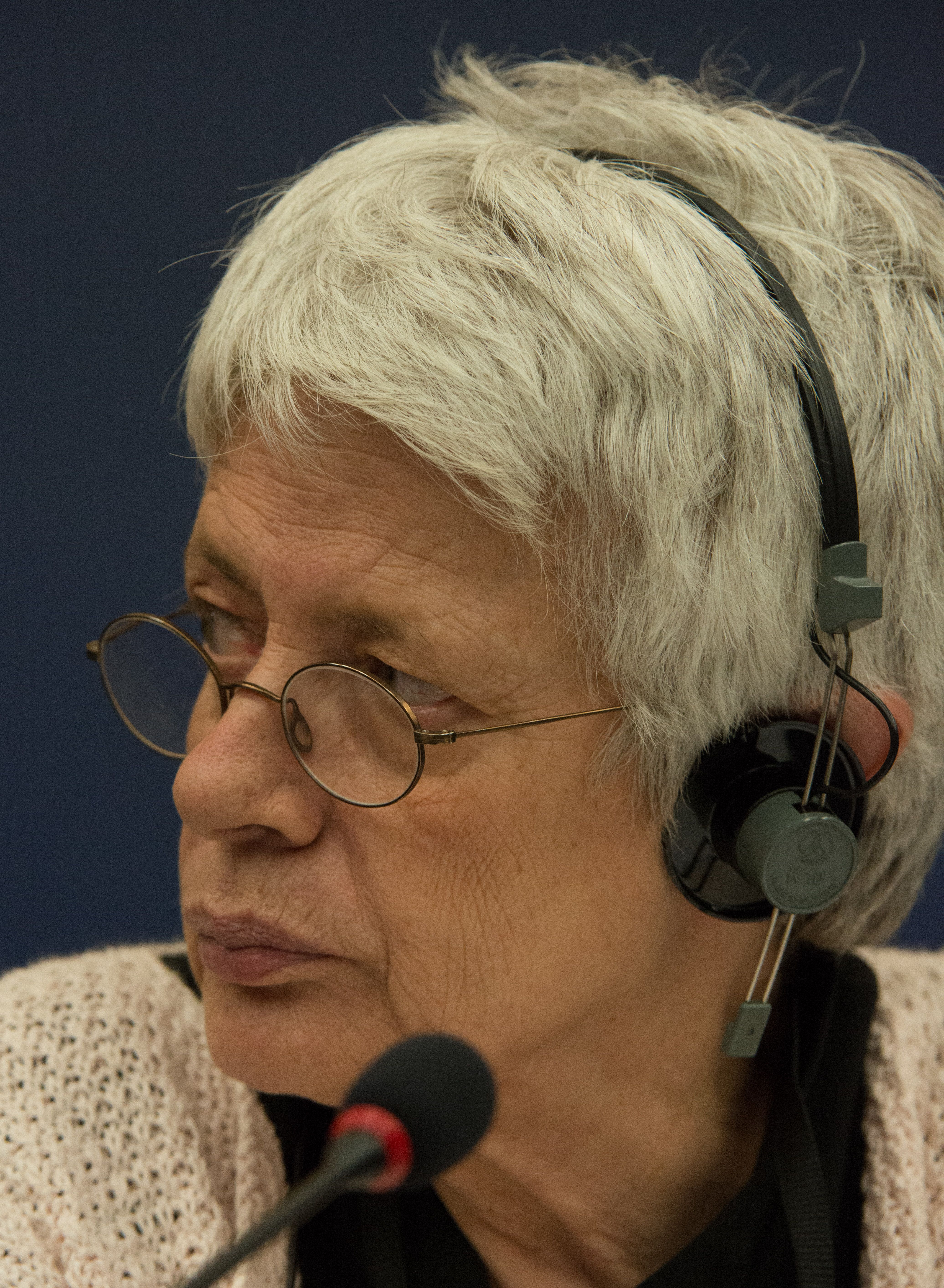
Barbara Spinelli nel 2014

Nasce a Roma nel 1946, figlia delle personalità politiche Altiero Spinelli ed Ursula Hirschmann, pionieri del federalismo europeo. Suo padre era all'epoca un militante - seppur alquanto eterodosso (nel senso che era trotskista) - del PCI, mentre sua madre, un'ebrea tedesca, era sorella dell'economista Albert O. Hirschman: i due si erano conosciuti a Ventotene durante il loro confino per attività anti-fascista, quando Ursula era sposata con il socialista liberale Eugenio Colorni (con il quale aveva avuto tre figlie: Silvia, Renata ed Eva). Ha inoltre due sorelle, Diana e Sara.
È stata la compagna dell'economista e politico, oltreché uno dei fondatori della moneta unica europea, Tommaso Padoa-Schioppa, fino alla morte di lui, nel dicembre del 2010.
Giornalista professionista dal 1974, inizia la propria carriera giornalistica scrivendo articoli per Il Globo. È stata poi tra i fondatori del quotidiano la Repubblica, dove ebbe una lunga relazione con il collega Mario Pirani, per poi passare, tra il 1984 ed il 1985, a collaborare col Corriere della Sera e La Stampa, dapprima in qualità di corrispondente da Parigi, dove finì per vivere, e poi come editorialista. Nell'ottobre del 2010, e fino al giugno 2014, ritornò a lavorare per Repubblica come editorialista. Dal 2016 collabora con il Fatto Quotidiano.

### Carriera politica
Nel marzo del 2013, in seguito alle elezioni politiche italiane di quell'anno, assieme ad altri lancia una petizione, con l'appoggio del periodico di sinistra MicroMega, per richiedere l'applicazione da parte del Parlamento della Repubblica Italiana della legge n. 361 del 1957, regolante la normativa d'eligibilità dei deputati e senatori della Repubblica, con l'intento d'impedire la potenziale eligibilità di Silvio Berlusconi nelle file del Senato italiano per conflitto d'interessi, facendo così eco a delle iniziative simili portate già avanti da altri in due distinte occasioni, nel 1994 e nel 1996, e tutte perentoriamente bocciate dalla Giunta delle Elezioni della Camera dei deputati.
In occasione delle elezioni europee del 2014, figura poi tra i fondatori e promotori principali della coalizione L'Altra Europa con Tsipras, una lista unica della sinistra italiana mirante ad avallare - tra le altre cose - la candidatura di Alexīs Tsipras quale nuovo presidente della Commissione europea, per cui dà il proprio contribuito anche per la stesura delle liste elettorali in qualità di membro del collegio dei garanti, oltreché al candidarsi in tre circoscrizioni come capolista. Con 36.759 preferenze risulta dunque la prima nella circoscrizione Italia centrale e, con 27.955, anche in quella meridionale, venendo perciò eletta in entrambe le circoscrizioni.
Al momento della formalizzazione delle candidature aveva però dichiarato che avrebbe rinunciato ad entrambi i seggi e, invece, il 7 giugno ne annuncia poi l'accettazione a seguito di vari alterchi e pressioni contrastanti all'interno della sua stessa coalizione, optando però per la sola circoscrizione centrale, lasciando quindi fuori il candidato Marco Furfaro, dirigente nazionale di Sinistra Ecologia e Libertà, e consentendo invece l'elezione di Eleonora Forenza, militante di Rifondazione Comunista, per la circoscrizione meridionale. L'11 maggio del 2015 abbandona la lista, dichiarandola un «progetto fallito», e rimane per il resto del proprio mandato come membro indipendente all'interno del gruppo Sinistra Unitaria Europea/Sinistra Verde Nordica.

## Opere
- Presente e imperfetto della Germania orientale, Roma-Bologna, Istituto affari internazionali-Il mulino, 1972.
- Il sonno della memoria. L'Europa dei totalitarismi, Milano, Mondadori, 2001. ISBN 88-04-46657-X.
- Ricordati che eri straniero, Magnano, Qiqajon, Comunità di Bose, 2005. ISBN 88-8227-171-4.
- "Una parola ha detto Dio, due ne ho udite". Lo splendore delle verità, Roma-Bari, Laterza, 2009. ISBN 978-88-420-9058-8.
- Moby Dick, o L'ossessione del male, Brescia, Morcelliana, 2010. ISBN 978-88-372-2410-3.
- Il soffio del mite. Beati i miti, Magnano, Qiqajon, Comunità di Bose, 2012. ISBN 978-88-8227-371-2.

## Premi e riconoscimenti
- Per Il sonno della memoria ha ricevuto il premio speciale, nell'ambito del Premio Viareggio 2002.[18]
- Per la sua battaglia in difesa dei diritti civili le è stato assegnato l'8 marzo 2005 il premio "È giornalismo" quale vincitrice per l'anno 2004.[19]
- Nel giugno del 2005 è stata nominata Grande ufficiale da Carlo Azeglio Ciampi in occasione della Festa della Repubblica.[20]
- Ha vinto il Premio Ischia come "Giornalista dell'anno 2006" per l'informazione scritta.[21]
- Nel 2007 è stata insignita del Premio Internazionale Ignazio Silone per la saggistica.[22]
- Il 21 ottobre 2008 è stata insignita della Laurea Magistrale Honoris Causa in "Studi Europei" dalla Facoltà di Scienze Politiche dell'Università del Piemonte Orientale.[23]